# ハリウッド大学院大学
ハリウッド大学院大学（ハリウッドだいがくいんだいがく、英語: Hollywood Graduate School of Beauty Business）は、東京都港区六本木6-4-1　六本木ヒルズ ハリウッドプラザに本部を置く日本の大学院大学。2008年創立、2008年大学設置。

## 概要
ハリウッドビューティ専門学校を運営する学校法人メイ・ウシヤマ学園により、ビューティビジネス専門職大学院として設立された。ビューティビジネスマネジメントにおける高度な知識・スキルを学び、ビューティビジネス修士号を取得することを目的としている。
客員教授に歌舞伎役者の中村獅童や客員准教授に経済アナリストの馬渕磨理子など著名人が講義を担当する場合がある。

## 沿革[3]
- 1925年 - ハリウッド美容講習所設立。
- 1950年 - ハリウッド高等美容学校を麻布霞町に開校。
- 1980年 - ハリウッド高等美容学校が専門学校として認可され、ハリウッド美容専門学校となる。
- 2003年 - ハリウッドビューティプラザ落成。
- 2008年 - ハリウッド大学院大学開校。
- 2009年 - ハリウッド美容専門学校がハリウッドビューティ専門学校に改称。

## 設置研究科
- ビューティビジネス研究科（専門職学位課程）
  - ビューティビジネス専攻（1年制・2年制）[4]